# Fletxa Valona 1951
La Fletxa Valona 1951 fou la 15a edició de la Fletxa Valona. La cursa es disputà el 21 d'abril de 1951 entre Charleroi i Lieja, sobre un recorregut de 220 kilòmetres. El vencedor fou el suís Ferdi Kubler (Tebag), que s'imposà a l'esprint en l'arribada a Lieja als seus tres companys d'escapada. Gino Bartali (Bartali-Ursus) i Jean Robic (Automoto) foren segon i tercer respectivament.

## Classificació final
|    | Ciclista               | Equip              | Temps      |
| -- | ---------------------- | ------------------ | ---------- |
| 1  | Ferdi Kubler (SUI)     | Tebag              | 6h 21' 59" |
| 2  | Gino Bartali (ITA)     | Bartali-Ursus      | m. t.      |
| 3  | Jean Robic (FRA)       | Automoto           | m. t.      |
| 4  | Louison Bobet (FRA)    | Stella-Dunlop      | m. t.      |
| 5  | Nedo Logli (ITA)       | Ganna              | + 24"      |
| 6  | Jean Brun (SUI)        | Terrot-Wolber      | + 24"      |
| 7  | Marcel Kint (BEL)      | Girardengo         | + 24"      |
| 8  | Bernard Gauthier (FRA) | Mercier-Hutchinson | + 24"      |
| 9  | Fiorenzo Magni (ITA)   | Ganna              | + 24"      |
| 10 | Raymond Impanis (BEL)  | Alcyon-Dunlop      | + 24"      |